# China Open 1989
Die China Open 1989 im Badminton fanden vom 13. bis zum 17. September 1989 in Foshan, Volksrepublik China statt. Mit einem Preisgeld von 90.000 US-Dollar wurde das Turnier als 4-Sterne-Turnier in der Grand-Prix-Wertung eingestuft.

## Sieger und Platzierte
| Disziplin    | Gold                         | Silber                      | Bronze                     |
| ------------ | ---------------------------- | --------------------------- | -------------------------- |
| Herreneinzel | Ardy Wiranata                | Xiong Guobao                | Yang Yang                  |
| Herreneinzel | Ardy Wiranata                | Xiong Guobao                | Joko Suprianto             |
| Dameneinzel  | Tang Jiuhong                 | Zhou Lei                    | Huang Hua                  |
| Dameneinzel  | Tang Jiuhong                 | Zhou Lei                    | Han Aiping                 |
| Herrendoppel | Jalani Sidek Razif Sidek     | Huang Zhanzhong Zheng Yumin | Li Yongbo Tian Bingyi      |
| Herrendoppel | Jalani Sidek Razif Sidek     | Huang Zhanzhong Zheng Yumin | Chen Hongyong Chen Kang    |
| Damendoppel  | Guan Weizhen Lin Ying        | Lim Xiaoqing Zhou Lei       | Lai Caiqin Yao Fen         |
| Damendoppel  | Guan Weizhen Lin Ying        | Lim Xiaoqing Zhou Lei       | Kimiko Jinnai Hisako Mori  |
| Mixed        | Kim Hak-kyun Hwang Hye-young | Chan Chi Choi Amy Chan      | Dave Wright Gillian Clark  |
| Mixed        | Kim Hak-kyun Hwang Hye-young | Chan Chi Choi Amy Chan      | Jiang Guoliang Nong Qunhua |

## Finalresultate
| Disziplin    | Sieger                       | Finalist                    | Ergebnis           |
| ------------ | ---------------------------- | --------------------------- | ------------------ |
| Herreneinzel | Ardy Wiranata                | Xiong Guobao                | 17:15, 15:12       |
| Dameneinzel  | Tang Jiuhong                 | Zhou Lei                    | 11:1, 11:7         |
| Herrendoppel | Jalani Sidek Razif Sidek     | Zheng Yumin Huang Zhanzhong | 9:15, 17:14, 15:12 |
| Damendoppel  | Lin Ying Guan Weizhen        | Sun Xiaoqing Zhou Lei       | 15:8, 18:13        |
| Mixed        | Kim Hak-kyun Hwang Hye-young | Chan Chi Choi Amy Chan      | 18:13, 15:5        |